# David Heyman
Pour les articles homonymes, voir Heyman.
David Heyman, né le 26 juillet 1961 à Londres (Grande-Bretagne), est un producteur britannique, créateur de la société de production Heyday Films et connu pour avoir produit la série Harry Potter.

## Biographie et carrière
David Heyman est né à Londres, en Angleterre, mais effectue ses études aux États-Unis, obtenant un diplôme en histoire de l'art à l'université Harvard en 1983. Il est le fils de John Heyman, producteur de films tels que Le Messager et Jésus, et de Norma Heyman, productrice des Liaisons dangereuses et de Madame Henderson présente.
Il fait ses débuts dans l'industrie cinématographique en tant qu'assistant de production sur La Route des Indes de David Lean. À la fin des années 1980, il devient vice-président de United Artists et entame par la suite une carrière indépendante en produisant le film Juice en 1992, suivi par The Stoned Age en 1994.
En 1997, David Heyman retourne à Londres et décide de produire des adaptations cinématographiques de livres. Il fonde sa propre société de production, Heyday Films. Il produit un certain nombre de films notables, dont la série de huit films Harry Potter, débutant par Harry Potter à l'école des sorciers en 2001 et se terminant par Harry Potter et les Reliques de la Mort en 2011. Il produira également à partir de 2016 la série dérivée écrite par l'auteure de Harry Potter : Les Animaux fantastiques. Heyman fait un caméo en tant que sorcier dans un portrait animé sur le DVD du troisième film, Harry Potter et le Prisonnier d'Azkaban.
En 2005, Heyman est le producteur exécutif de la série télévisée de CBS, Threshold : Premier Contact. En 2007, il produit le film Je suis une légende avec Will Smith et en 2008, Le Garçon au pyjama rayé avec David Thewlis et Yes Man avec Jim Carrey.
Après les films Harry Potter, David Heyman reste dans les adaptations avec Le Bizarre Incident du chien pendant la nuit, réalisé par Steve Kloves (scénariste de la série Harry Potter), et l'Ours Paddington. Il développe également des projets avec les réalisateurs de Harry Potter, Alfonso Cuarón et David Yates. Il produit le film de science-fiction d'Alfonso Cuarón Gravity, tandis qu'il travaille sur le drame de guerre de David Yates, St. Nazaire.
Il est marié avec la décoratrice Rose Uniacke. Ils ont un enfant.

## Filmographie
Sauf indication contraire, les informations mentionnées dans cette section peuvent être confirmées par la base de données cinématographiques IMDb,  présente dans la section « Liens externes ».

### Cinéma
- 1984 : La Route des Indes (assistant de production)
- 1992 : Juice
- 1994 : The Stöned Age
- 1996 : En route vers Manhattan (exécutif)
- 1999 : Vorace
- 2001 : Harry Potter à l'école des sorciers
- 2002 : Harry Potter et la Chambre des secrets
- 2004 : Destins violés (exécutif)
- 2004 : Harry Potter et le Prisonnier d'Azkaban
- 2005 : Harry Potter et la Coupe de feu
- 2007 : Harry Potter et l'Ordre du Phénix
- 2007 : Je suis une légende
- 2008 : Le Garçon au pyjama rayé
- 2008 : Is Anybody There?
- 2008 : Yes Man
- 2009 : Harry Potter et le Prince de sang-mêlé
- 2010 : Harry Potter et les Reliques de la Mort, partie 1
- 2011 : Page Eight
- 2011 : Harry Potter et les Reliques de la Mort, partie 2
- 2012 : St. Nazaire
- 2013 : We're the Millers
- 2013 : Gravity
- 2014 : Paddington
- 2016 : Les Animaux fantastiques
- 2017 : Paddington 2
- 2018 : Les Animaux fantastiques : Les Crimes de Grindelwald
- 2019 : Once Upon a Time in Hollywood
- 2019 : Marriage Story
- 2023 : Wonka de Paul King
- 2023 : Barbie de Greta Gerwig
- 2024 : Paddington au Pérou de Dougal Wilson
- 2026 : The Adventures of Cliff Booth de David Fincher

### Télévision
- 1994 : Blind Justice
- 2005 : Threshold : Premier Contact (exécutif)
- 2013 : Le Treizième Conte (The Thirteenth Tale)

## Récompenses et nominations (non exhaustif)
| Année | Cérémonie                                   | Résultat | Prix                   | Catégorie                 | Film                                           |
| ----- | ------------------------------------------- | -------- | ---------------------- | ------------------------- | ---------------------------------------------- |
| 2002  | British Academy of Film and Television Arts | Nommé    | BAFTA Children's Award | Meilleur film             | Harry Potter à l'école des sorciers (2001)     |
| 2002  | British Academy of Film and Television Arts | Nommé    | Alexander Korda Award  | Meilleur film britannique | Harry Potter à l'école des sorciers (2001)     |
| 2003  | British Academy of Film and Television Arts | Nommé    | BAFTA Children's Award | Meilleur film             | Harry Potter et la Chambre des secrets (2002)  |
| 2003  | ShoWest Award                               | Remporté |                        | Producteur de l'année     |                                                |
| 2004  | British Academy of Film and Television Arts | Remporté | BAFTA Children's Award | Meilleur film             | Harry Potter et le Prisonnier d'Azkaban (2004) |
| 2005  | British Academy of Film and Television Arts | Nommé    | Alexander Korda Award  | Meilleur film britannique | Harry Potter et le Prisonnier d'Azkaban (2004) |